# Grüner Nacktrückenflughund

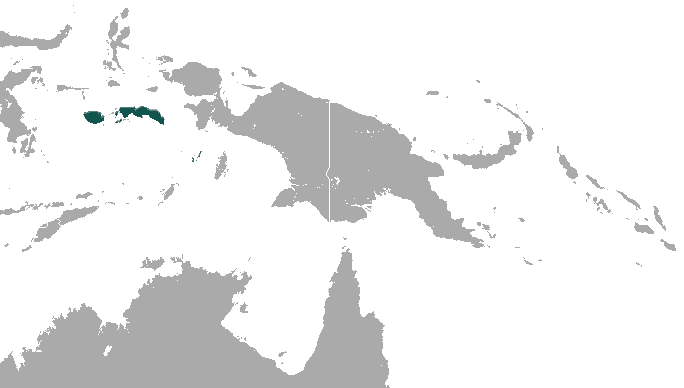
Verbreitungskarte

Der Grüne Nacktrückenflughund (Dobsonia viridis) ist eine Flughundart aus der Gattung der Nacktrückenflughunde (Dobsonia), die auf der Insel Ambon, den Banda-Inseln, Buru, Seram, den Kai-Inseln und Mangole in den Molukken (Indonesien) vorkommt. Auf den Tanimbarinseln lebt eine bisher unbeschriebene nahe verwandte Art. Der Grüne Nacktrückenflughund gehört zusammen mit dem Neubritannien-Nacktrückenflughund (Dobonia praedatrix) und dem Halmahera-Nacktrückenflughund (Dobsonia crenulata) zum Dobsonia-viridis-Artenkomplex innerhalb der Gattung Dobsonia. Wie bei anderen Arten dieser Gattung ist das Fell grünlich gefärbt. Die Kopf-Rumpf-Länge beträgt 154,8 bis 176,0 Millimeter, die Schwanzlänge 23,1 bis 38,8 Millimeter, die Unterarmlänge 110,4 bis 118,6 Millimeter, die Schienbeinlänge 51,7 bis 57,2 Millimeter, die Ohrenlänge 21,5 bis 25,5 Millimeter. Das Gewicht liegt zwischen 173 und 229 Gramm.